# Ballymore Stadium
Ballymore Stadium è un impianto sportivo multifunzione australiano che si trova a Brisbane, capitale del Queensland.
Fu costruito nel 1966 come sede legale e sportiva del Queensland Rugby Union, l'organismo di governo del rugby a 15 in tale Stato.
Fino al 2006 e alla costruzione del concittadino Lang Park fu sede della franchise professionistica di Stato dei Reds in Super Rugby; nel 1987 fu uno dei due impianti australiani che ospitò la Coppa del Mondo.
La capienza al 2019 è di circa 18 000 spettatori.

## Storia
Lo stadio sorge a Herston, quartiere semiperiferico di Brisbane, in una zona chiamata Ballymore che dà il nome all'impianto oltre che ad altri manufatti civili lì esistenti, come la Ballymore Pre-School and Kindergarten.
Fu ultimato nel 1966 e divenne nel 1967 la casa di proprietà del Queensland Rugby Union.
Originariamente capace di circa 18 000 posti, fu ampliato una prima volta già nel 1968 con la creazione di una tribuna oggi nota con il nome di "McLean".
Nel 1987, quando fu istituita la Coppa del Mondo di rugby, Australia e Nuova Zelanda ne assunsero l'organizzazione congiunta e Ballymore fu uno dei due stadi australiani che ospitarono incontri del torneo: Ballymore fu sede di tre incontri della fase a gironi e due partite del Galles, che nei quarti di finale batté l'Inghilterra e in semifinale perse contro la Nuova Zelanda.
Nel 1992 fu aperta una nuova tribuna grazie alla quale lo stadio raggiunse la capacità di 24 000 posti a sedere.
Nel 1993 raggiunse il suo record d'affluenza in occasione di un test match dell'Australia contro il Sudafrica, 26 000 spettatori, e un anno più tardi divenne l'impianto della nuova franchise professionista della QRU, i Queensland Reds, in Super Rugby.
Dal 2000, con la realizzazione del più capiente e moderno Lang Park, Ballymore non ospita più incontri internazionali: l'ultimo test match ivi tenutovi fu tra gli Wallabies, per loro il quarantesimo in tale impianto, e l'Argentina.
Nel 2007 fu approvato un piano che destinava i quasi 13 ettari del complesso ad accademia nazionale del rugby australiano e polo multisportivo.
Uno studio commissionato a fine 2018 dalla Queensland Rugby Union a un gruppo di esperti ha sconsigliato qualsiasi proposito di utilizzo dell'impianto per scopi agonistici salvo quello di impianto di elezione della formazione femminile dell'Australia per via delle difficoltà di accesso stradali al complesso, nonché la demolizione delle tribune esistenti e la realizzazione di un'unica grande tribuna laterale; Ballymore, in questa nuova configurazione, rimarrebbe comunque la sede della federazione rugbistica dello Stato del Queensland nonché polo nazionale federale di Rugby Australia.
A maggio 2019 il progetto ha trovato un finanziamento governativo di 15 milioni di dollari.

## Incontri di rilievo

### Rugby a 15
| Arbitro: | Kerry Fitzgerald |

|                                                                                        |      |              |
| Shelford 3’, 73’ Drake 7’ Kirwan 22’, 26’ A. Whetton 58’ Stanley 62’ Brooke-Cowden 68’ | mt   | 52’ Devereux |
| Fox 3’, 7’, 22’, 26’, 58’, 62’, 73’                                                    | tr   | 52’ Thorburn |
| Fox 35’                                                                                | c.p. |              |